# NK Travnik
Nogometni Klub Travnik, mais conhecido como Travnik, é uma associação profissional de futebol da cidade de Travnik situada na Bósnia e Herzegovina.
Atualmente, o Travnik joga na Primeira Liga da Federação da Bósnia e Herzegovina e joga em casa no Stadion Pirot, que tem capacidade para 3.200 espectadores.

## História

### Período inicial
O futebol começou a ser praticado em Travnik antes da Primeira Guerra Mundial, quando havia dois times de futebol na cidade:  Čaršijski e o Gimnazijski. O clube foi formado pela fusão das equipes de Čaršijski e Gimnazijski.

### Período pós-Iugoslávia
O clube jogou na Primeira Liga da Bósnia e Herzegovina de 1995 a 1998, terminando em 11º na temporada de 1995-96, em 14º na temporada 1996-97 e sendo eliminado em 1997-98 após terminar em 15º lugar.
Depois de vencer a Segunda Liga da BiH na temporada de 1999–00, o Travnik foi promovido à Premijer Liga, mas foi rebaixado após apenas um ano jogando futebol da primeira divisão. O clube jogou dois anos na Primeira Liga - FBiH, antes de ser promovido novamente na temporada 2002-03. A temporada 2005-06 viu o Travnik ser rebaixado da Premijer Liga pela segunda vez, mas foi promovido no ano seguinte novamente.

### Anos recentes
Desde a promoção em 2006-07, Travnik jogou na Premijer Liga por 9 temporadas consecutivas, terminando quase todas as temporadas na parte inferior da tabela da liga. Ele foi rebaixado pela terceira vez na temporada 2015-16 e não foi promovido à Premijer Liga desde então, sendo até mesmo rebaixado da Primeira Liga - FBiH na temporada 2017-18.
O Travnik foi promovido imediatamente da Segunda Liga da FBiH (divisão oeste) para a Primeira Liga na temporada 2018-19 e atualmente joga na já mencionada segunda divisão do sistema de futebol da Bósnia e Herzegovina.

## Títulos
- Primeira Liga - FBiH (3): 1999-00, 2002-03, 2006-07.
- Segunda Liga - FBiH (1): 2018-19 (Oeste)